# Transports en Afghanistan
Les transports en Afghanistan sont limités et en cours de développement. La plus grande partie du réseau routier a été construite au cours des années 1960, mais il est tombé en ruine pendant les guerres des années 1980 et 1990. De nouvelles autoroutes, routes et ponts ont été reconstruits pendant les années 2000 pour augmenter les voyages et le commerce avec les pays voisins. En 2008, environ 731 607 véhicules étaient enregistrés, servant à quelque 29 millions de personnes.
L'Afghanistan n'a pas de littoral et donc pas de port maritime, mais le fleuve Amou-Daria servant de frontière entre l'Afghanistan et le Tadjikistan sert au transport fluvial. La reconstruction des aéroports, des routes et d'une ligne de chemin de fer a entrainé un rapide essor économique ces dernières années. Le pays compte environ 43 aéroports et 9 héliports.

## Réseau routier

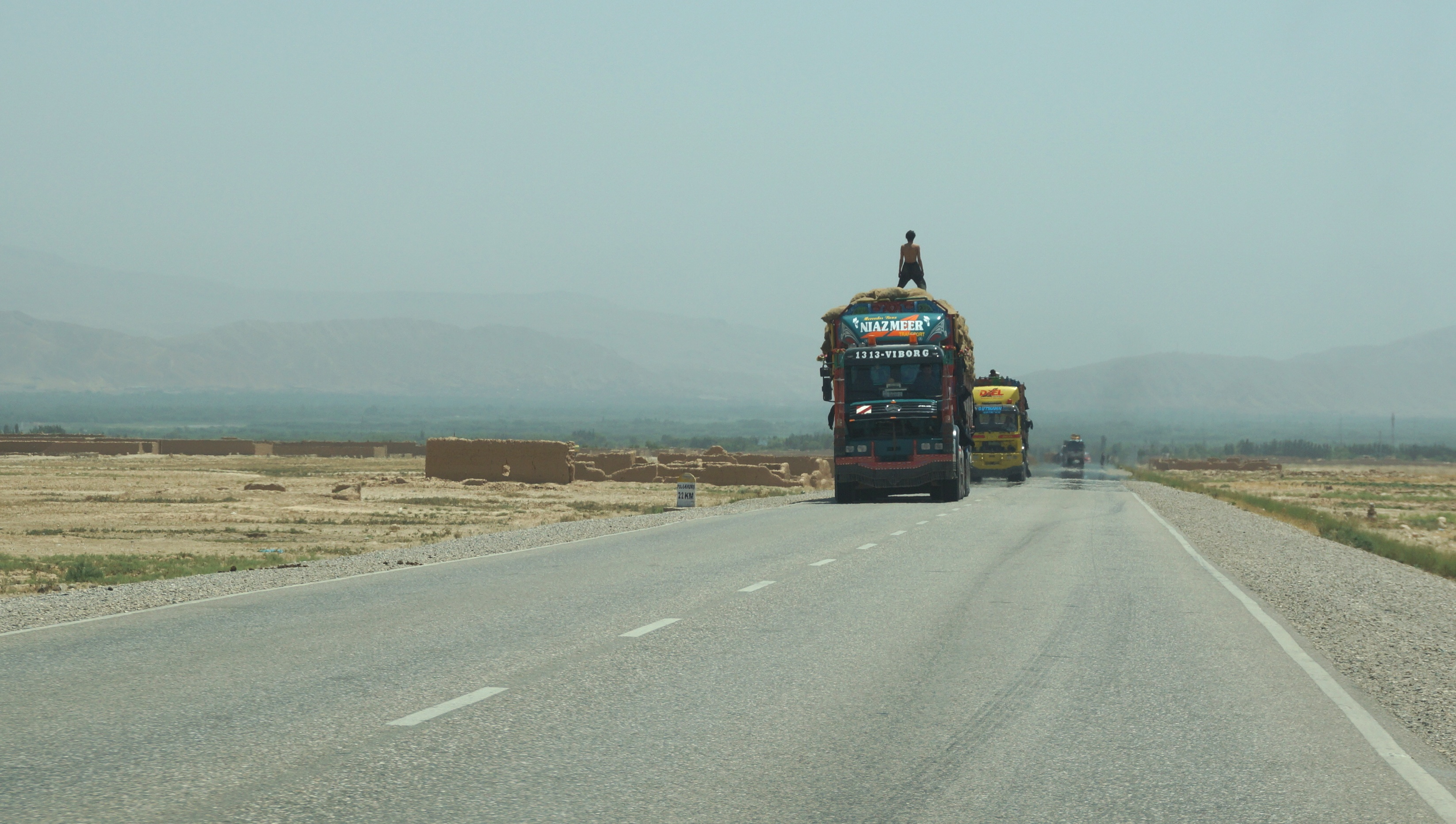
Camions sur une autoroute dans le nord de l'Afghanistan

La plupart des routes principales ont été construites dans les années 1960 avec l'aide des États-Unis et de l'Union soviétique. Les Soviétiques ont construit une route et un tunnel au travers du col de Salang en 1964, reliant le Nord et le Sud de l'Afghanistan. Une route reliant les principales villes de Hérat, Kandahar, Ghazni et Kaboul avec les autoroutes du Pakistan voisin constituait le réseau routier principal.
Le réseau comprend 12 350 kilomètres de route revêtue et 29 800 kilomètres de route non revêtue pour un réseau routier total d'environ 42 150 kilomètres. Le sens de circulation est à droite.
Le réseau autoroutier est actuellement en phase de reconstruction totale. La plupart des routes régionales sont également réparées ou améliorées. Depuis une trentaine d'années, le mauvais état des réseaux de transport et de communication afghans a fragmenté et entravé l'économie déjà en difficulté du pays. Depuis, de nombreuses routes ont été reconstruites.
Un pont routier reliant le Tadjikistan et l'Afghanistan et coûtant 37 millions de dollars a été inauguré en 2007. Le pont, d'environ 700 mètres de long et 11 de large, chevauche la rivière Piandj, qui forme une frontière naturelle entre les deux pays, entre la ville de Panji Poyon au Tadjikistan et Shir Khan Bandar en Afghanistan.

## Réseau ferroviaire

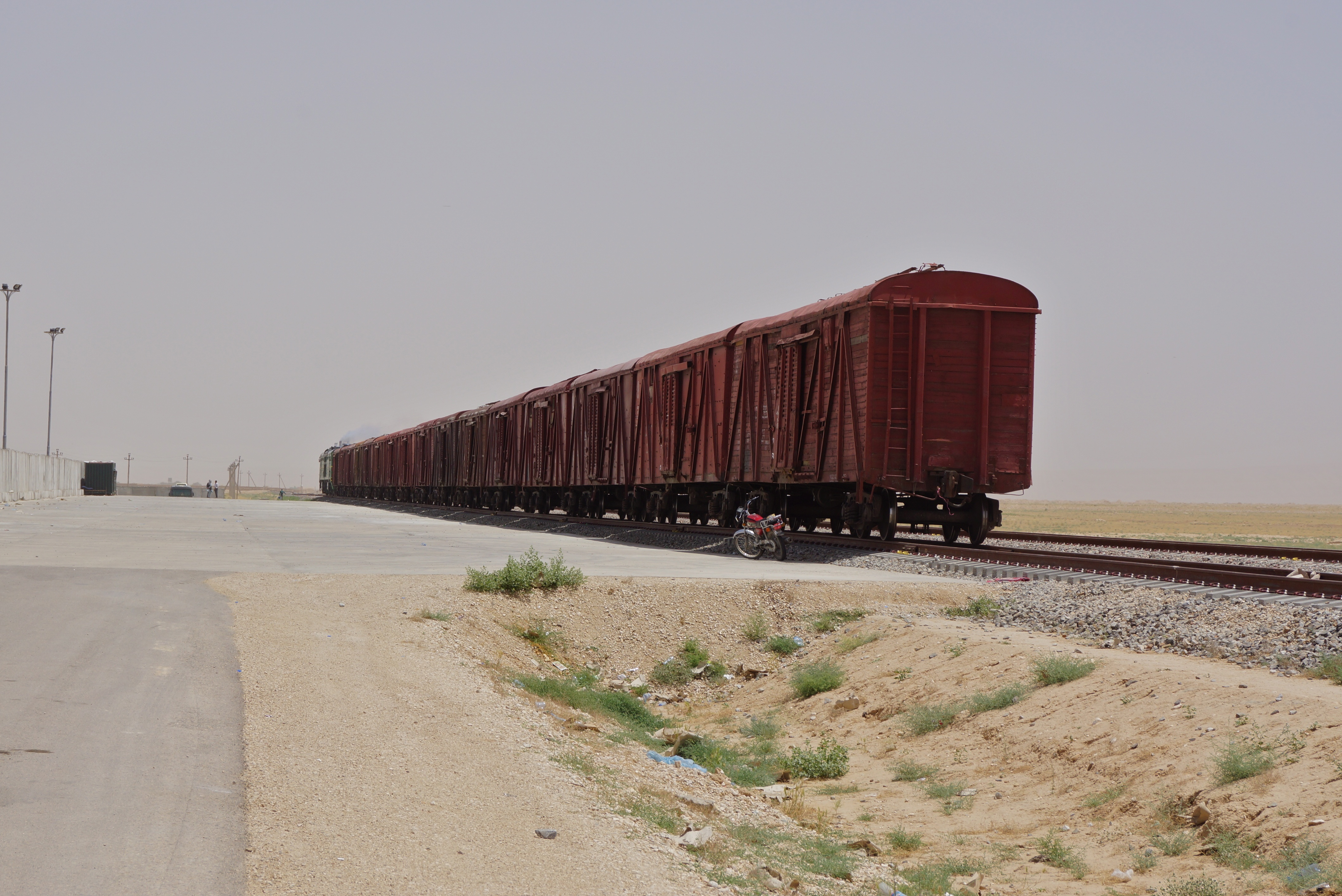
Train de fret dans la province de Balkh (2012).

Jusqu'à la fin du XXe siècle, l'Afghanistan ne disposait pas de réseau ferroviaire.
Au début des années 1980, avec la première guerre d'Afghanistan, l'Union soviétique construit deux courtes lignes aux frontières pour acheminer le matériel militaire : en mai 1983 est mise en fonctionnement une ligne d'environ 15 km de Termez (Ouzbekistan) à Kheyrabad en Afghanistan, en traversant le fleuve Amou-Daria par le Pont de l'Amitié. En septembre 1983, c'est une antenne de 13 km avec le Turkménistan, qui relie Serhetabat à Torghundi (en) entrant en Afghanistan sur à peine un kilomètre.
Plusieurs plans d'extension du réseau ont été proposés depuis le début des années 2000 mais peu de choses se sont produites, principalement à cause de la corruption et de l'instabilité politique qui a caractérisé l'Afghanistan. Ces plans incluent des lignes pour le trafic de fret (principalement en appui de projets miniers) ainsi que pour le transport de passagers. Ils ont été proposés par des gouvernements étrangers qui ont amélioré leurs propres réseaux ferroviaires au début du XXIe siècle (Chine, Inde, Iran, Turkménistan, etc.) ainsi que par des organisations internationales telles que la Banque asiatique de développement et la Banque mondiale. La question de l'écartement des rails est également cruciale. Au nord, l'Afghanistan est voisin du Turkménistan et de l'Ouzbékistan, utilisant l'écartement russe (1 520 mm). À l'ouest, l'Iran et à l'est, la Chine, utilisent l'écartement standard (1 435 mm). Enfin, au sud, le Pakistan utilise l'écartement large de la voie indienne (1 676 mm). 
En décembre 2010, après un an de travaux, la ligne côté Ouzbékistan – à l'écartement russe – est prolongée sur 75 km. Elle est essentiellement utilisée pour acheminer des matériaux de construction vers l'Afghanistan. Le premier train de fret sur cette  ligne qui relie Hairatan (en), à la frontière ouzbèke, à l'aéroport de Mazar-e-Charif a circulé en août 2011. Elle est exploitée d'abord pendant trois années par les chemins de fer ouzbèkes avant d'être confiée au département des transports d'Afghanistan.
L’Ouzbékistan a annoncé en 2018 être favorable à participer au financement de la prolongation de la ligne vers l'ouest (environ 650 km) jusqu'à Hérat pour ouvrir une liaison entre l'Asie Centrale et la Chine.
En 2011, le tronçon côté Turkménistan est lui aussi réhabilité. 
Un troisième tronçon reliant Atamyrat au Turkménistan au point de passage de la frontière de Ymamnazar et Aqina (en) à 3 km a l'intérieur des frontières afghanes,  au nord d'Andkhoi est inauguré en novembre 2016. La ligne à voie de 1 520 mm forme l'extrémité afghane du corridor Lapis Lazuli, en cours de développement pour améliorer les liaisons de fret entre l'Asie centrale à travers la mer Caspienne et le Caucase, la Turquie et l'Europe,.
Fin 2016, la construction d'une ligne à l'écartement standard de 1 435 mm à destination d'Hérat, soutenue par l'Iran, est effectivement en cours.
En 2019, le réseau afghan totalise 92,5 km.

## Transport fluvial
La principale voie navigable de l'Afghanistan est l'Amou-Daria, qui fait partie de la frontière Nord de l'Afghanistan. Le fleuve permet la circulation de barges allant jusqu'à environ 500 tonnes. Les principaux ports fluviaux sont à Kheyrabad et à Shir Khan Bandar.

## Transport aérien

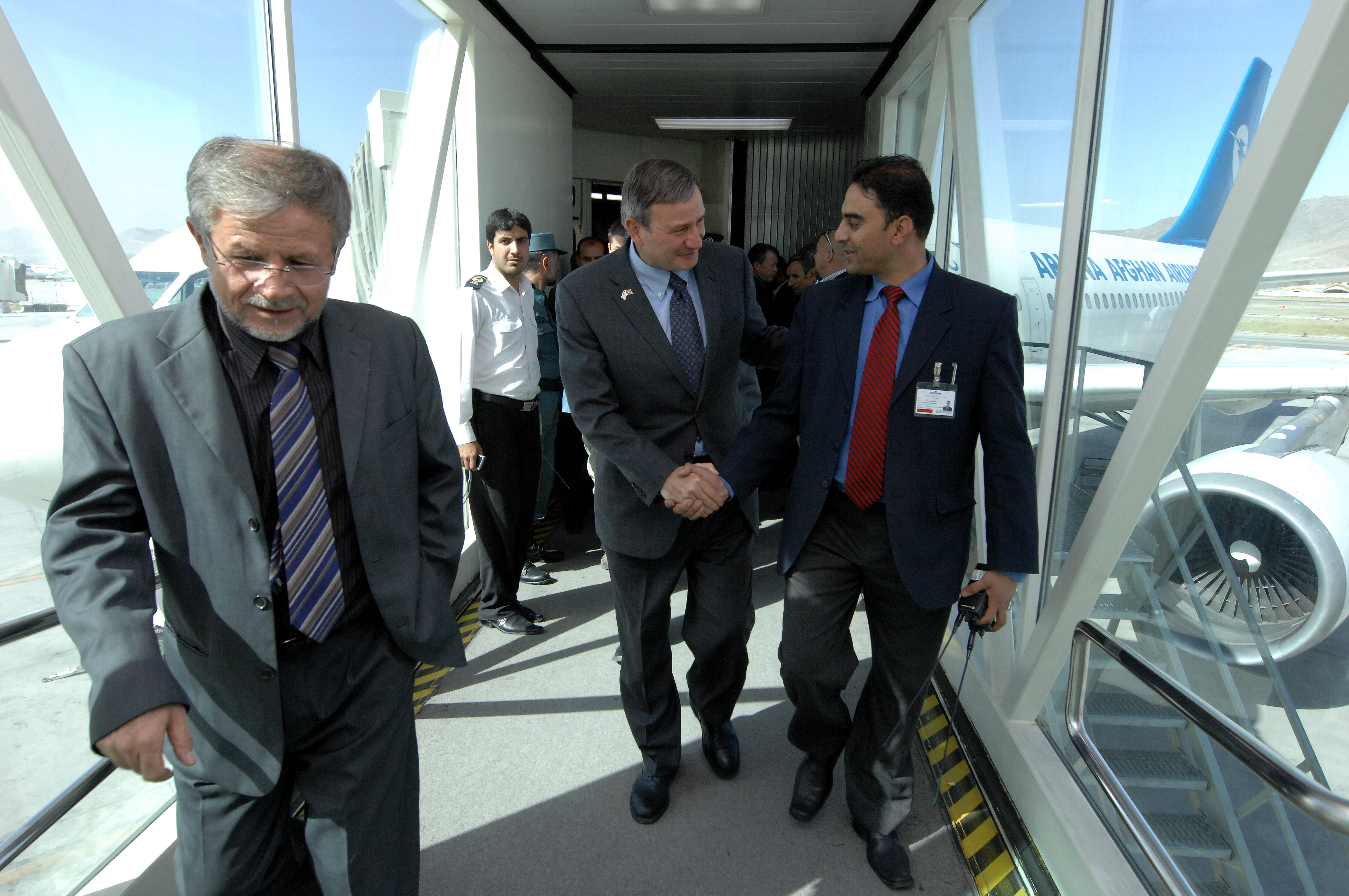
Aéroport international de Kaboul en 2010.

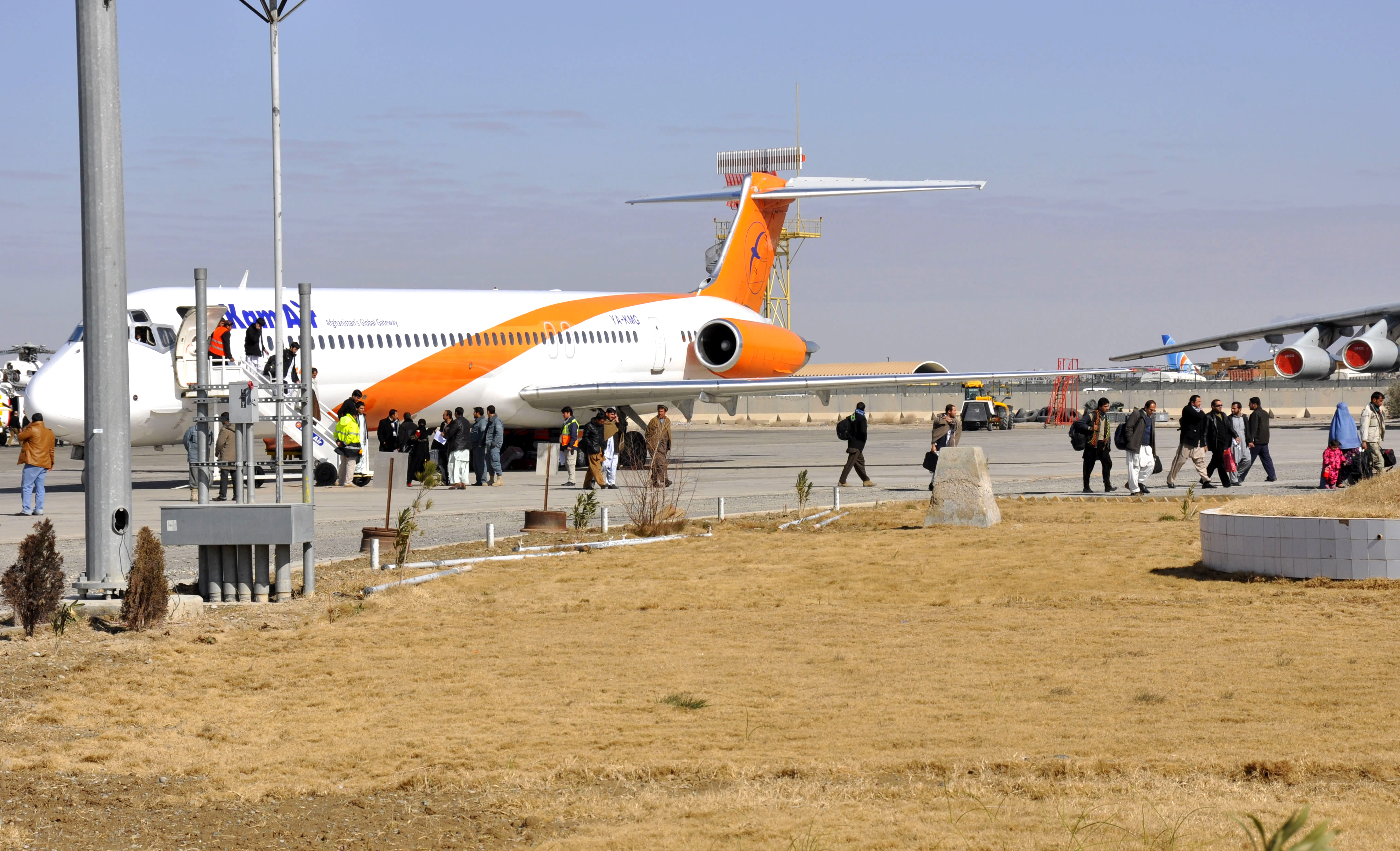
Aéroport international de Kandahar en 2012.

Le transport aérien en Afghanistan est assuré par la compagnie nationale Ariana Afghan Airlines ainsi que par des compagnies privées telles que Afghan Jet International, East Horizon Airlines, Kam Air, Pamir Airways et Safi Airways. Les compagnies de certains autres pays proposent également des vols à l'intérieur du pays et à l'international. Il s'agit entre autres d'Air India, Emirates, Gulf Air, Iran Aseman Airlines, Pakistan International Airlines et Turkish Airlines.
L'aéroport international de Kaboul est le principal aéroport du pays. En mai 2014, le pays comptait quatre aéroports internationaux (Hérat, Kaboul, Kandahar et Mazari Sharif) ainsi qu'une douzaine d'aéroports intérieurs ayant des liaisons régulières vers Kaboul et/ou Hérat.
En 2016, le pays comptait 43 aéroports : 25 avec pistes bitumées et 18 avec pistes non bitumées.

### Héliports
En 2013, on comptait neuf héliports en Afghanistan.

## Sources
1. ↑  « WHO | Country profiles »(Archive.org • Wikiwix • Archive.is • Google • Que faire ?), sur who.int (consulté le 4 novembre 2016)
2. 1 2 3  « The World Factbook — Central Intelligence Agency », sur cia.gov (consulté le 4 novembre 2016)
3. ↑  (en) « Afghanistan-Tajikistan Bridge Links Central, South Asia » [PDF], sur usembassy.gov, Département d'État des États-Unis, 29 août 2007 (consulté le 24 novembre 2016).
4. 1 2 3  (ru) « Доставка грузов для нужд 40-й Армии железнодорожным транспортом » [« Livraison de marchandises par chemin de fer pour les besoins de la 40e armée »], sur oboznik.ru,‎ 26 mars 2011 (consulté le 1er août 2019).
5. ↑  (en) « Aid train reaches Afghanistan »(Archive.org • Wikiwix • Archive.is • Google • Que faire ?), Railway Gazette International, 1er janvier 2002.
6. ↑  (en) Ben Farmer, « Afghanistan to complete first railway by end of year », Daily Telegraph, 13 juin 2010.
7. ↑  (en) « Railway Gazette: News in Brief »(Archive.org • Wikiwix • Archive.is • Google • Que faire ?) (consulté le 2 janvier 2011).
8. ↑  (en) « Afghan railway: First train runs on new line in north », BBC News, 21 décembre 2011.
9. ↑  (en) « Uzbekistan backs Afghan rail proposa »(Archive.org • Wikiwix • Archive.is • Google • Que faire ?)
10. ↑  (en) « First major Afghan railway completed »(Archive.org • Wikiwix • Archive.is • Google • Que faire ?), sur railwaygazette.com, Railway Gazette International, 25 août 2011 (consulté le 24 novembre 2016).
11. ↑  « Un convoi de fret teste le corridor Lapis-Lazuli »(Archive.org • Wikiwix • Archive.is • Google • Que faire ?), sur cc-france-turkmenistan.org, Chambre de commerce France - Turkménistan, 14 décembre 2018 (consulté le 2 août 2019)
12. 1 2  (en) « Afghanistan and Turkmenistan open Lapis Lazuli railway »(Archive.org • Wikiwix • Archive.is • Google • Que faire ?), 28 novembre 2016 (consulté le 1er août 2019).
13. ↑  (en) « Completed Projects », sur ara.gov.af, Afghanistan Railways Authority (consulté le 5 août 2019).